# 피피누스 3세 브레비스
피피누스 3세 브레비스(Pippinus III Brevis 714년 1월 1일 – 768년 9월 24일)는 카롤링거 왕조 출신 프랑크 왕국의 군주였다. "브레비스"란 "키가 작다"는 뜻으로, 의역하여 "피피누스 단신왕"이라고도 한다. 741년부터는 네우스트리아와 부르군트의 궁재였고, 748년부터는 프랑크 왕국의 궁재였으며, 751년부터 프랑크 왕이었다. 그의 통치 때부터 통일 프랑크 왕국의 카롤링거 왕조가 시작된 것으로 본다. 카롤링이라는 이름은 피핀의 아들이자 768년 왕위를 이은 샤를마뉴의 이름을 딴 것이다. 카롤루스 마르텔루스의 아들이자 카롤루스 마그누스의 아버지이다.
743년 아버지 카롤루스 마르텔루스의 사후 네우스트리아와 부르군트, 프로방스 왕국의 궁재직을 물려받았으며, 궐위(闕位)되었던 왕위를 힐데리히 3세를 영입하여 추대했지만 실권은 피핀과 카를로만이 나눠서 차지하였다. 집권 초기 몇년간은 형 카를로만과 협력하여 바이에른, 아키텐, 작센 족, 알레만니 족을 공략하였다. 747년 형 카를로만과 748년 조카 드로고 2세를 폐출시키고 나머지 지역의 궁재직을 석권하였다. 751년에는 교황 자카리아를 설득, 명분을 얻어 메로빙거 왕조의 이름뿐인 왕이던 힐데리히 3세를 축출하고 프랑크 왕국의 왕이 되었다. 그의 대관식은 합법적이지 못했으므로 그는 자신의 즉위에 정당성을 부여하기 위해, 귀족들에 의한 선거의 방법과, 교회에서 세례 후 축성받는 두 가지 형태의 방법을 취했다. 그는 자신의 왕위를 정당화시켜주고 거기에 신의 권위까지 부여해준 교황의 호의에 보답해 756년 롬바르디족을 쫓아내고 그 지역을 교황에게 기증하였다. 원래 그 지역은 동로마 황제의 땅이었지만 그에게 반환하지 않고 교황에게 주었다.
국왕이 된 뒤에는 성 보니파시우스 주교의 기독교 선교 정책을 적극 지지하여 호위단과 의식주를 적극 지원, 라인강 동쪽 너머 게르만 족 부족에 대한 그리스도교 포교를 지원하는 한편, 교황과의 유대를 공고히 하였고, 롬바르디아 왕국 일부의 영지를 교황에게 바쳐 교황령의 기원을 마련하였다.(→피핀의 기증)
그는 아버지 카를 마르텔의 교회 육성 정책을 계승하였으며, 형 카를로만 1세에 이어 성 보니파시오의 후견인이 되었다. 그는 당대의 가장 강력하고 성공적인 통치자의 한 사람으로 기억된다. 즉위식 때 세례 요한의 세례를 본따 교황 또는 대주교, 주교의 세례를 받고 즉위하는 전통을 창설하였으며 이는 20세기 초까지 유럽 각국에 이어졌다. 그는 키가 상당히 작았다 하며 나폴레옹과 함께 프랑스와 독일사에서 종종 난쟁이, 왜소함의 상징으로 묘사되기도 한다. 또한 키가 180 cm 이상이었던 그의 장남 카를 대제와 비교되어 그의 키작음이 더욱 강조되기도 한다.
피핀 1세, 피핀 2세, 피핀 4세, 피핀 카를로만, 피핀과 구분을 위해 청년 피핀(Pippin the Younger)으로도 부른다. 피핀은 클로비스 1세가 축성 세례를 받은 이후 프랑크 왕국의 군주들 중 다시 세례, 축성을 받은 임금으로 성 보니파시오(751)와 교황 스테파노 2세(754)가 기름부음 의식을 행하였다.

## 생애

### 생애 초기

#### 출생과 소년 시절
피핀은 714년 1월 1일 혹은 710년 경을 전후한 1월 1일 네우스트리아 북부(벨기에 리에 주)의 쥐펠-쉬르-뫼즈(Jupille-sur-Meuse)에서 프랑크의 궁재였던 카를 마르텔과 로트루디스 트레베의 둘째 아들로 태어났다. 위로는 형 카를로만이 있었고, 동생으로는 베른하르트 공작이 있었으며, 아버지 카를 마르텔의 바이에른 출신 첩에게서 배다른 동생인 그리폰 등이 태어났다. 그가 태어날 무렵 메로빙거 왕조의 군주들은 통치권을 행사할 수 없었고, 왕국의 실권은 아버지 카를 마르텔이 갖고 있었다. 그의 별칭인 키 작은, 짧은은 젊다, 작다로 불리던 것의 오역으로서, 9세기 후반에 처음 등장한다. 피핀과 카를로만 형제는 앵글로-색슨의 선교사 윌리브로드(Willibrord)에게 세례를 받고 파리의 생드니 수도원에서 교육을 받았다. 유년 시절 피핀은 생드니 수도원에서 주로 신학 교육을 받았다.
소년 시절의 그의 행적은 자세하게 알려지지는 않았다. 피핀은 키는 작았지만 사람들의 지지를 얻어내는 수완은 탁월했다. 피핀의 키는 작은 편이었지만 난쟁이는 아니었다. 하지만 이는 키가 6피트 3인치나 되는 피핀 자신의 첫 아들 샤를마뉴와 비교 대상이 되곤 했다.
소년 시절 피핀은 출신지와 친정 가문을 알 수 없는 여성 레우트베르가(Leutberga)와 결혼했으나 레우트베르가가 언제 사망했는지, 혹은 첩인지 여부는 불확실하다.
740년을 전후하여 자신의 6촌이자, 레온의 백작 하리베르트(Caribert)의 딸 랑의 베르트라다와 결혼하였다. 왕발(Big Foot) 혹은 거위발이라는 별명이 있던 베르트라다는 마르틴 드 헤르스탈의 손녀딸로, 마르틴 드 헤르스탈은 피핀 3세의 친할아버지 피핀 2세 드 헤르스탈의 동생이었다. 그러나 베르트라다의 할머니 네우스트리아의 베르트라다는 테오도리히 3세의 딸로 메로빙거 왕조의 혈통이었다. 그러나 테오도리히 3세의 아내 클로틸드는 안세기셀의 딸로, 피핀 2세 데르스탈과 마르틴 드 헤르스탈의 누이였다. 랑의 베르트라다에게서 샤를마뉴, 카를로만 2세 등의 아들들과 베르타, 기셀라, 웨섹스의 에그버트 왕의 왕비들 중 한명인 레트부르가(Redburga) 등이 태어났다.
그러나 샤를마뉴는 랑의 베르트라다와 정식으로 결혼하기 전에 태어난 아들이었다는 전승도 있다. 이때문에 카를로만 2세나 샤를마뉴 반대파들은 샤를마뉴를 정식 결혼식을 올리기 전에 태어났다 하여 사생아로 규정하였다.

#### 네우스트리아와 부르군트의 궁재
메로빙거 왕조의 군주들은 유약하고 힘이 없었기에 프랑크 왕국의 실권은 궁재에게 넘어가 있었다. 강력한 궁재였던 카를 마르텔이 741년 죽기 전 자신의 병세가 심해지자, 그의 권력을 두 아들 카를로만과 피핀에게 넘겨주었는데 큰 형인 카를로만은 아우스트라시아·알레마니아·튀링겐의 궁재의 직위를, 동생 피핀에게는 네우스트리아·부르고뉴·프로방스를 넘겨 주었다. 아버지 카를 마르텔은 임종 직전 갑자기 마음이 변하여 그리폰의 몫으로도 일부 분할하려 했으나 뜻을 이루지 못하고 죽었다. 영지를 받지 못한 것에 이복 동생 그리폰이 불만을 품자 피핀 3세는 형 카를로만 1세와 함께 그리폰을 리에 주 체베르몽(Chèvremont) 수도원에 유폐시켰다. 피핀과 카를로만이 아키텐 공략에 몰두해있던 중, 742년 그리폰은 체베르몽 수도원을 탈출하여 바이에른으로 갔으며, 피핀을 상대로 반란을 일으켰다. 그리폰은 753년 알프스산맥 근처에서 그가 보낸 자객에 의해 살해되었다.
741년 아버지 카를 마르텔 사후 프랑크 왕국의 왕위는 궐위였다. 742년 아키텐과 알레만니아에서 독립을 기도하자 피핀은 일단 형 카를로만 1세와 손잡고 아키텐, 알레만니아를 공격하였다. 742년 푸아티에에서 형 카를로만과 영토의 경계선을 그었고, 743년 바이에른 공작 오딜로가 반란을 일으켰다. 피핀은 일단 바이에른을 공략하여 오딜로를 사로잡되 죽이지는 않았다. 바이에른에서 아우스트라시아로 되돌아온 뒤 피핀 3세는 바로 형 카를로만과 함께 왕족인 힐데리히 3세를 프랑크 왕국의 국왕으로 추대하였다. 궁재직을 차지한 후 몇년간 피핀은 자신의 형 카를로만과 손잡고 바이에른과 아키텐, 작센 족, 알레만니 족의 독립 운동을 무산시켰다. 그러나 왕국 전체의 권력을 독차지하고 싶어했던 그는 자신의 형 카를로만과 갈등하였고, 왕국의 나머지 영역을 차지하고 싶었던 그는 형 카를로만에게 은퇴를 종용하며 압력을 행사하였다.
742년 피핀은 자신의 친척인 테오도알트를 암살했다. 수도원에 있던 테오도알트는 피핀 3세의 할아버지 피핀 2세 드 헤르스탈의 증손으로, 피핀 2세의 정실 소생 아들 드로고 1세의 손자이자, 아버지 카를 마르텔에 의해 축출된 테오도알트의 아들이었다. 그해에 피핀은 이복 형제 그리포와 그의 어머니 바이에른 출신 스완힐드를 감금하였다.
744년 작센 족이 분리독립을 기도하자 형 카를로만과 손잡고 작센 족을 반란군을 진압했다. 그러나 형 카를로만과의 암투는 계속되었다. 745년 아키텐이 다시 반란을 일으켰고, 746년 알레만니아가 다시 분리독립을 기도하자 일단 카를로만과 피핀은 서로 손잡고 이들을 격퇴하였다. 746년 피핀은 군사를 이끌고 알레만니아를 다시 공략, 알레만니의 귀족들을 다시 대량 학살한 뒤 프랑크인 귀족 바린(Warin)과 루타르드(Ruthard)를 알레만니아 공작으로 임명하여 파견했다.

### 권력 장악과 국왕 즉위

#### 권력 장악
네우스트리아와 부르군트의 궁재직에 오른 그는 형 카를로만과 함께 성 보니파시오의 교회 개혁을 지지하였다. 이는 계속되어 형 카를로만이 은퇴한 뒤에도 피핀은 계속 보니파시오를 후원하였다. 성 보니파시오는 타락한 성직자들을 추방하는 한편, 교회의 재산과 권리를 보호해줄 것을 요청했다. 그의 아버지 카를 마르텔이 군비 목적으로 교회의 재산과 토지를 몰수한 것을 비판하자 내심 불쾌히 여기면서도 교회의 재산과 권리 보호를 약속하였다.
보니파시오 외에도 피핀은 741년 10월 1일 혹은 742년 9월 30일 메츠의 주교가 된 성 크로데강(Chrodegang)과도 가깝게 지냈다. 피핀은 성 크로데강을 자신의 조정에 출사시켜 정무행정관의 한 사람으로서 정무를 보좌하게 했다.
747년 신실한 신앙인이었던 형 카를로만은 자신의 모든 지위를 아들 드로고에게 양보하고 수도원으로 은퇴해버렸기 때문에, 프랑크 왕국의 모든 실권은 사실상 피핀에게 돌아왔다. 피핀 3세는 처음에는 드로고 2세의 섭정직을 자처했지만 이듬해 드로고를 몰아내고 자신이 카를로만의 몫까지 모두 차지한다. 한편 카를로만의 은퇴를 전후하여, 그리폰은 배다른 매부이면서 자신의 외가 친척인 바이에른 공작 오딜로와 공모하여 반란을 기도하였다. 오딜로는 처남 피핀 3세, 카를로만이 아내 힐트루드와의 결혼을 반대한 일로 앙심을 품고 있었다. 748년 피핀은 조카인 드로고를 수도원에 유폐시키고 아우스트라시아 분국의 궁재직과 알레마니아·튀링겐의 궁재의 직위 및 북부 알사스의 알사스 백작령을 모두 차지한다. 그러자 피핀의 형 카를로만은 이탈리아의 성직자들을 동원해 피핀에게 반란을 일으켰지만 피핀은 이를 모두 진압하였다. 747년부터 피핀은 프랑크 왕국의 최고 사령관직을 겸하였고, 프랑크 왕국의 프린켑스(princeps Francorum)라는 직함을 스스로에게 부여하였다. 그러나 당시 프랑크의 왕은 힐데리히 3세였고, 피핀은 궁재의 자리에 만족하지 않고 왕위를 노렸다.
748년 그리스도교로 개종하겠다고 약속한 작센 족이 개종을 거부하고 반기를 들었다. 피핀은 프리지아를 정벌하면서 바로 작센 족도 공격하여 쇠닝겐(Schöningen) 근처에서 수많은 작센 인들을 도륙하였다. 작센을 원정한 뒤 튀링겐 족도 공략하여 항복을 받아내고 돌아왔다. 한편 자신의 아들 드로고 2세가 강제로 폐출된 것에 불만을 품던 형 카를로만은 피핀에 저항하였다. 몬테 소락테와 몬테 카시노의 수도원을 전전하던 형 카를로만 역시 성직자들을 규합해 피핀을 상대로 반기를 들었지만 이내 실패하였다. 750년 그리폰이 반란을 일으키자 네우스트리아와 르망 지역의 귀족들이 그리폰에 호응하였다. 그러나 곧 피핀에 의해 진압되고 주동자들은 처형되었다.

#### 카롤링거 왕조 개창

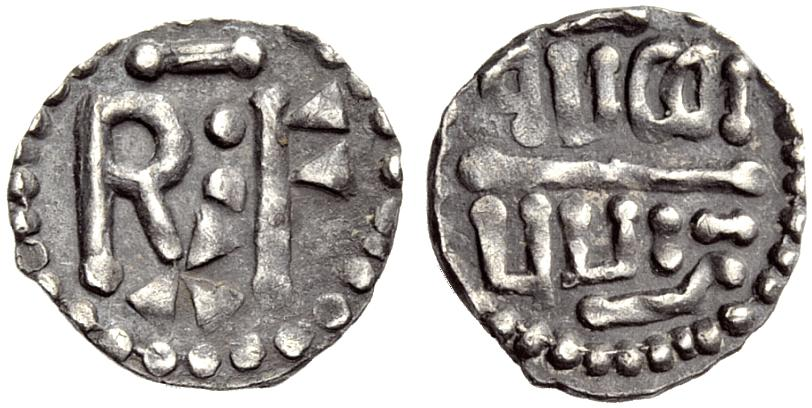
피핀 3세 시대의 데나리온 동전 (754 - 768년 무렵)

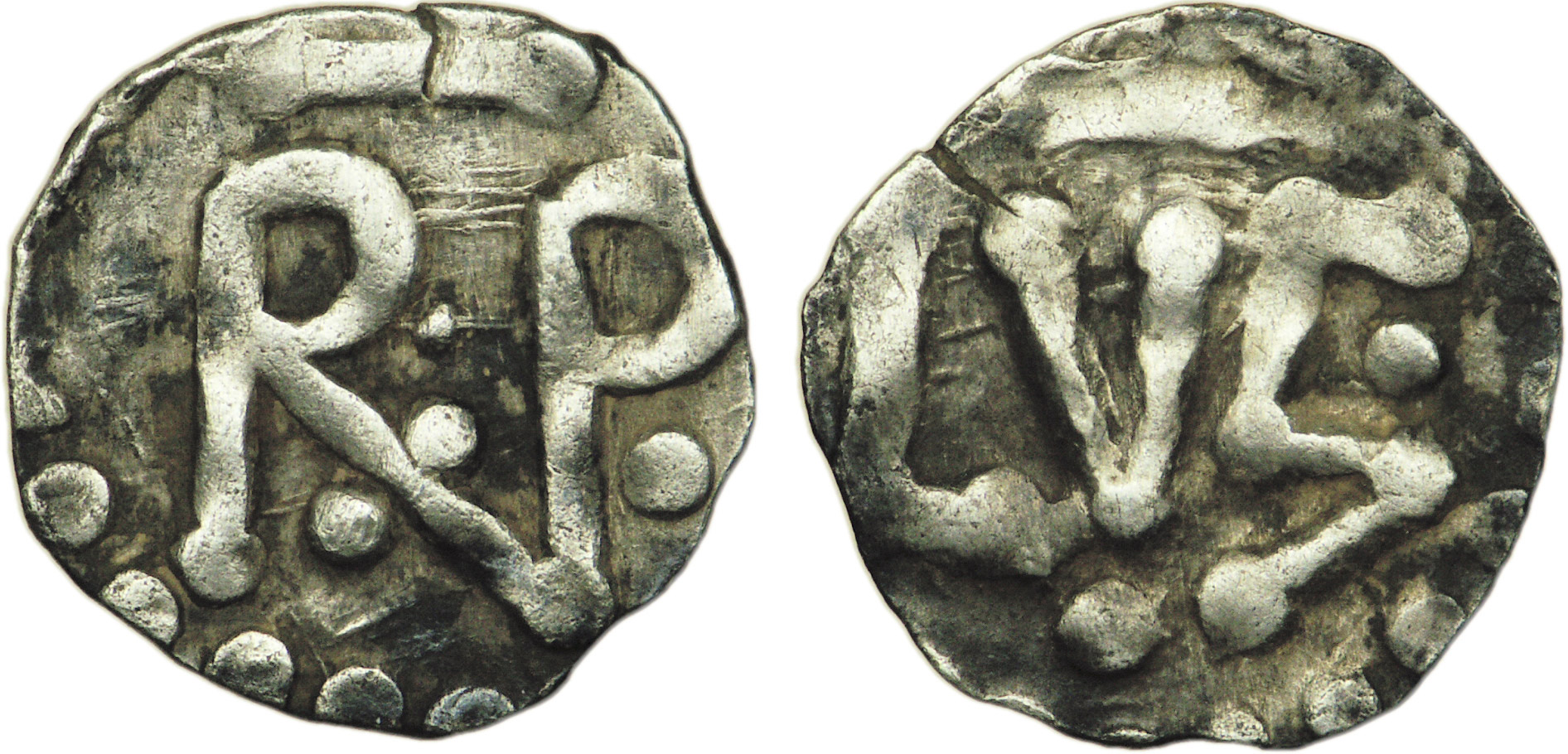
리옹에서 출토된 피핀 3세 시대의 데나리온 동전

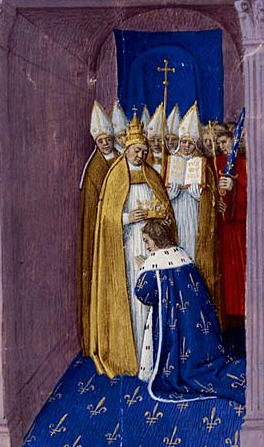
성 보니파시오에 의해 축성 세례를 받고 대관식을 집행하는 피핀 3세 (751년)

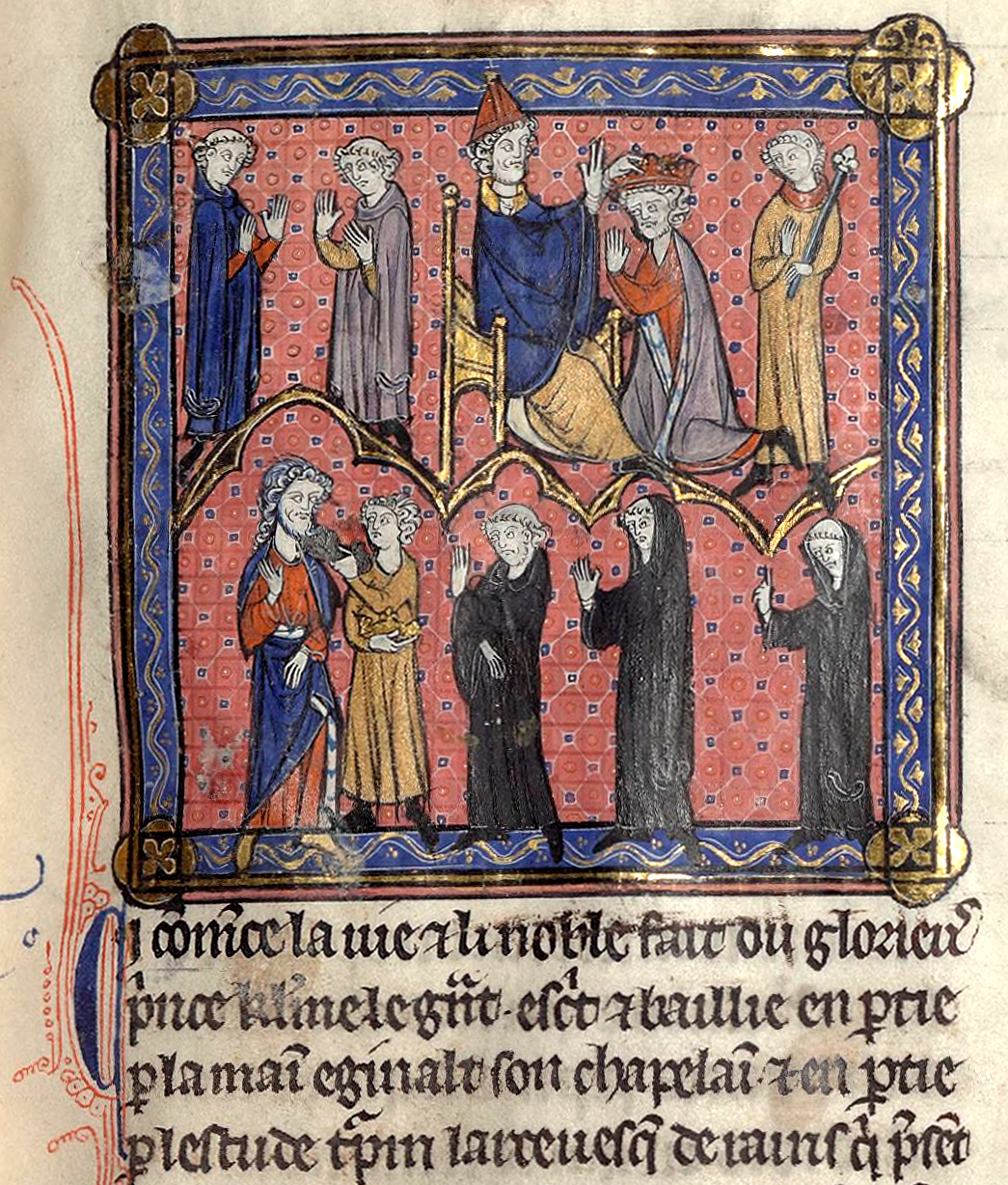
교황 스테파노 2세가 힐데리히 3세의 면직을 선언하는 장면, 782년 양피지에 그려진 그림

피핀은 프랑크 왕국의 궁재였고 힐데리히 3세는 국왕이었지만, 왕국의 정치, 행정은 모두 피핀에 의해 결정되었다. 힐데리히 3세는 신앙심 깊은 신학자로서 정치에 전혀 관심을 두지 않았다. 피핀은 교황 자카리아에게 사신을 보내어 프랑크 왕국의 실권이 없는 명목상의 국왕 문제에 대해서 문의하였다. 피핀은 자신의 자문인 생드니 주교 푸르하르트(Fulharad), 뷔르츠부르크 주교 부르크하르트(Burkhard)를 통해 교황 자카리아에게 서신을 보냈다.
"실력은 있는데 왕이 되지 못한 자가 왕이 되어야 합니까. 왕이면서도 실력이 없는 자가 통치를 해야 합니까"
749년 또는 750년 초 피핀은 특별한 권위를 얻기 위해, 교황에게 대표단을 보내 메로빙거 왕조의 무능력한 정치를 종식시키고, 자신을 국왕으로 승인해줄 것을 요청했다. 750년 피핀은 다시 교황 자카리아에게 자신을 왕으로 승인할 것을 요청했고, 교황은 이를 허가했다.
"실력이 있는 자가 왕위에 오르는 것이 타당하다. 로마 교황의 이름으로 그대에게 프랑크의 왕위를 허락하노라"
교황은 왕권을 박탈당한 국가 영수보다는 왕가의 지배권을 받은 통치자가 왕으로 칭해야 한다고 답변하였다. 교황 자카리아는 실력있는 자가 왕이 됨이 옳다며, 교황의 이름으로 피핀을 프랑크 왕국의 왕으로 임명한다는 답을 내렸다. 결국 힐데리히 3세는 폐위당해 수도원으로 보내지고, 피핀은 751년 11월 힐데리히 3세와 그 아들 테오도리히 5세를 프륌 수도원에 감금시키고, 같은 11월 수아송에서 귀족들에 의해 선출되는 형식으로 프랑크 왕국의 국왕으로 즉위했다. 귀족들의 투표가 종결된 뒤 귀족들은 그를 렉스 프랑코룸(Rex Francorum)이라 선언하고 만세를 외쳤다.
그는 게르만 족 족장들의 지지를 받아 국왕에 올랐다. 기반이 취약했던 그는 일단 즉위의 정당성을 얻으려면 귀족들의 지지를 얻어야 되었기에 귀족들의 선출을 통해 즉위하는 형식을 취하였다. 이어 마인츠 대주교 성 보니파시오에게 세례를 받고 대주교와 성직자들에 의해 왕으로 축성되었다. 이로써 메로빙거 왕조는 종말을 고했고 피핀에 의해 새로운 카롤링거 왕조가 세워졌다. 피핀은 교회로부터 신성한 세례의식을 치르고 즉위하는 것을 제도로 확정하여, 국왕이 귀족들의 선거에 전적으로 의지하거나, 귀족들에게 끌려다닐 문제점을 사전에 배제하였다. 이후 교황이 유럽 각국의 황제, 왕의 즉위를 승인하는 전통이 피핀의 세례 즉위식에서 유래되었다. 한편 피핀에 의해 강제로 머리깎인 힐데리히 3세와, 아들 테오도리히 5세는 751년과 755년 생 오메르의 생 브레틴 수도원에서 생을 마감한다.
그는 보니파시오가 주관한 성대한 종교 의식과 대관식을 거쳐 '신의 은총을 받은 국왕'으로 즉위했다. 하지만 19세기에 이르러 그 문구는 자동으로 삭제되고, 신의 은총을 받았다는 문구를 삽입한 피핀의 조각상들은 1793년 8월 프랑스 대혁명 기간 중 대부분 훼손되었다.
평소 메로빙거 왕조와 돈독한 관계를 유지했던 교황은 피핀의 왕위 찬탈에 이의를 제기할 수도 있었지만 그렇게 하지 않았다. 때마침 동로마 황제와 성상금지 문제로 대립하고 있던 교황은 막강한 후원세력이 필요했기 때문이다. 당시 교황은 북이탈리아에 위치한 롬바르디아족의 위협을 받고 있어서 카롤링거 왕조의 도움을 빌어 그들을 물리치려 하였다. 754년 교황 스테파노 2세는 생드니 대성당에서 피핀에게 직접 도유식을 해주어 그의 왕위 찬탈을 정당화시켜 주었다.
752년 롬바르드 족의 군주 아이스톨프는 라벤나 총주교대리령과 그 주변 지역을 병합했으며, 롬바르드의 군대는 남쪽으로 진군해 로마 시내를 포위하고 함락할 준비를 하고 있었다. 752년 교황 자카리아가 죽고 새로 교황이 된 교황 스테파노 2세는 피핀에게 여러 번 구원 요청을 했다.
752년 롬바르드 왕 아이스톨프가 로마를 침공하여 함락을 위협하고 있었을 때 교황 스테파노 2세는 피핀에게 자신을 초청할 것과 교섭을 위해 방문하게 될 프랑크 왕국까지 호위할 사절 파견을 요청하였다. 피핀은 교황의 요청을 기꺼이 승낙하였다. 753년 가을, 변변한 운송 수단 없이 불편을 감수하고 험한 알프스산맥을 넘어 753년 11월 험한 산길을 넘어 프랑크 왕국을 방문했다. 교황 스테파노 2세는 도움을 청하러 직접 프랑크 왕국을 방문, 피핀은 병력을 보내 알프스 산맥의 국경지대에서 그를 호위하여 랭스 대성당으로 인도하였다.
754년 1월 7일 교황은 폰티온(Ponthion)에서 피핀의 영접을 받고 교황청과 프랑크 왕국과의 우호 동맹을 체결하였다. 피핀은 교황 스테파노 2세에게 롬바르드의 침략에서 로마 교황청을 방어하고 롬바르드족이 점령한 영토를 돌려주기로 약속하였다. 같은 해 피핀은 퀴에르지(Quierzy)에서 열린 왕국 국회에서 교황청을 보호할 것을 결정하였다. 교황 스테파노 2세는 랭스에서 겨울을 보냈다.

#### 즉위 초기

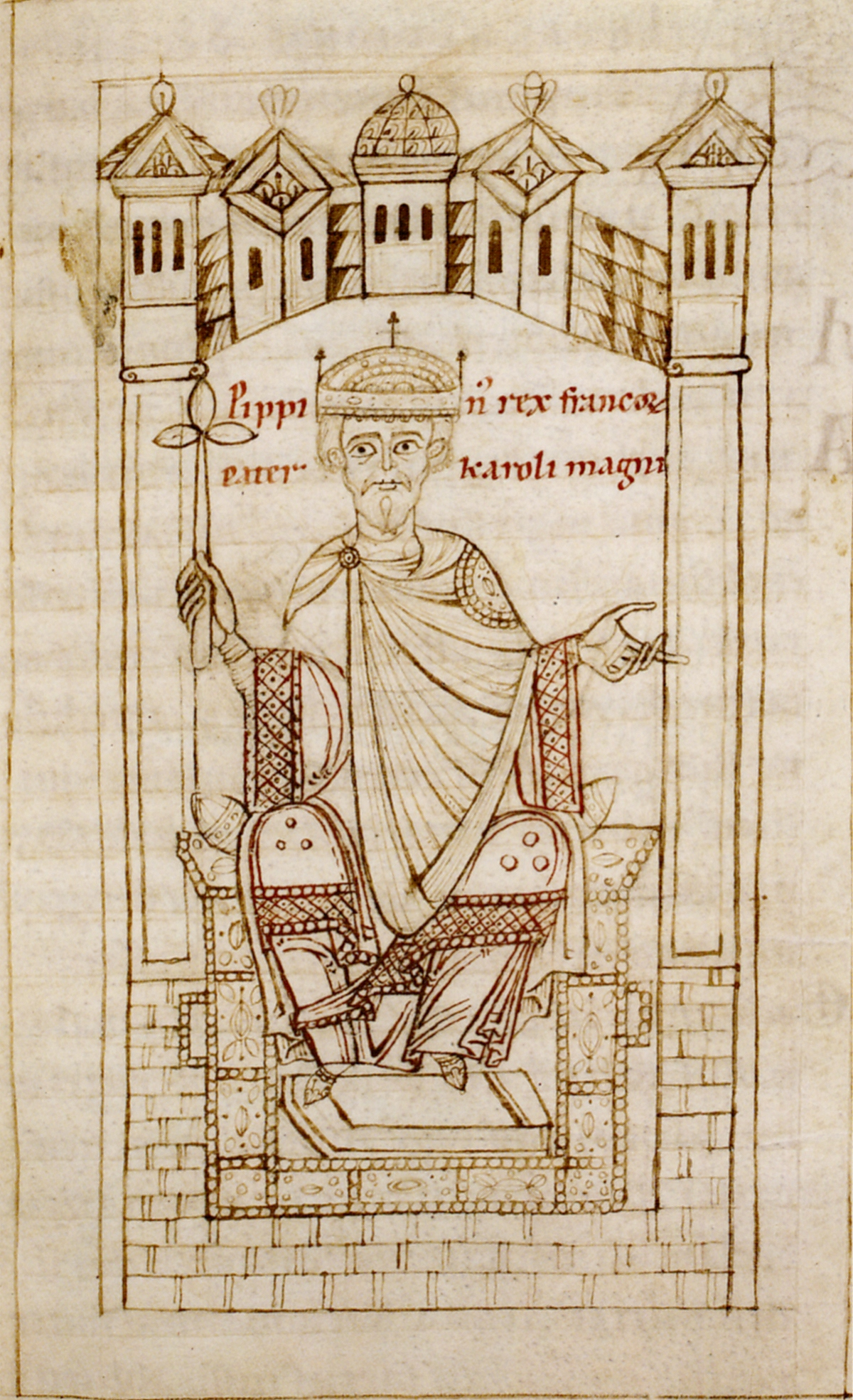
피핀 3세 초상화, 1112년~1114년경 작

754년 2월 6일 랭스 대성당에서 교황 스테파노 2세는 피핀에게 세례(기름부음 의식)를 하고 축성해주었다. 754년 롬바르드의 아이스톨프는 계속 교황의 거처를 쳐들어왔고, 교황은 그에게 보호를 요청하였다. 피핀은 교회와 교권의 충실한 보호자가 되겠다고 다짐하였다. 그해 2월 피핀은 키에르지쉬루아즈(프랑스 랑 근처)에서, 자신이 라벤나, 사르데냐, 코르시카, 시칠리아를 모두 교황 앞에 봉헌하겠다고 장담했지만, 피핀은 이탈리아 문제에 전적으로 매달릴 수 없었고, 결국 자신의 약속 중 로마와 그 주변 지역만을 최종적으로 교황에게 바칠 수 있었다.
754년 봄 피핀은 교황 스테파노를 안전하게 로마로 호송하였다. 그러나 754년 7월 교황 스테파노 2세가 친히 파리를 방문, 7월 28일 생드니 대성당에서 피핀을 세례한 후 축성하였으며, 피핀의 두 아들 두 아들 샤를마뉴와 카를로만 2세를 세례 후, 미래의 국왕으로 선언하고 축성해주었다. 이때 교황은 피핀 3세를 로마의 보호자(patricius Romanorum)로 선언하였다. 그리스 문명에도 관심이 있었던 피핀은 즉위 초 생드니 수도원에 문학당을 개설케 하여 758년 완공시키고, 처음에는 자신의 딸들을, 나중에는 귀족의 딸들을 대상으로 그리스 로마의 문예를 교육시켰다. 생드니의 문학교에서 바울 전례, 라틴어와 희랍어 문법, 맞춤법, 기하학, 아리스토텔레스와 디오니시우스 등을 가르치던 교재들이 일부 20세기까지 전해지기도 했다.
즉위 초기, 피핀은 프랑크 왕국 내에 대주교관구급 성당의 설치를 원했으며, 이를 위해 왕국 내 각지의 주교들 및 교황에게 사람을 보내 서신으로 질의, 답을 하였고, 대주교구 구성 기준 완화 및 신도 수에 대한 기준 완화를 계속 교황에게 건의하였다. 또한 피핀은 자신의 아버지 카를 마르텔이나 형 카를로만때까지도 그러했던 기존의 성직자들 중심의 종교회의와는 달리, 성직자와 평신도들이 모두 참여하는 종교회의를 장려하였고 자신도 참석하여 토론 내용을 귀기울였다. 여러 차례의 교회회의에서 그는 가신에 대한 봉토 수여 및 군사 물자 조달 문제로 교회와 수도원, 수녀원 소유의 토지를 압수하지 않겠다고 약속하고, 이때까지 아버지 카를 마르텔이 압수한 성당, 수녀원, 수도원의 토지문서와 재산 등을 대부분 되돌려주었다.
한편 피핀과 카를로만이 궁재가 되자 카를 마르텔의 아들이자, 포로로 끌려온 바이에른 공주 스완힐드(Swanahild)가 낳은 배다른 형제인 그리포가 다시 반란을 일으켰다가 진압됐는데, 그리포는 751년 피핀이 국왕으로 즉위하자 다시 바이에른인들과 손잡고 피핀을 상대로 반란을 일으켰다. 그러나 아키텐, 알레만니 문제와 내치에 신경써야 했던 피핀은 그리폰의 반란에 당분간 손을 댈 수 없었다.

### 이탈리아 공략

#### 이탈리아 공략 및 교황과의 관계

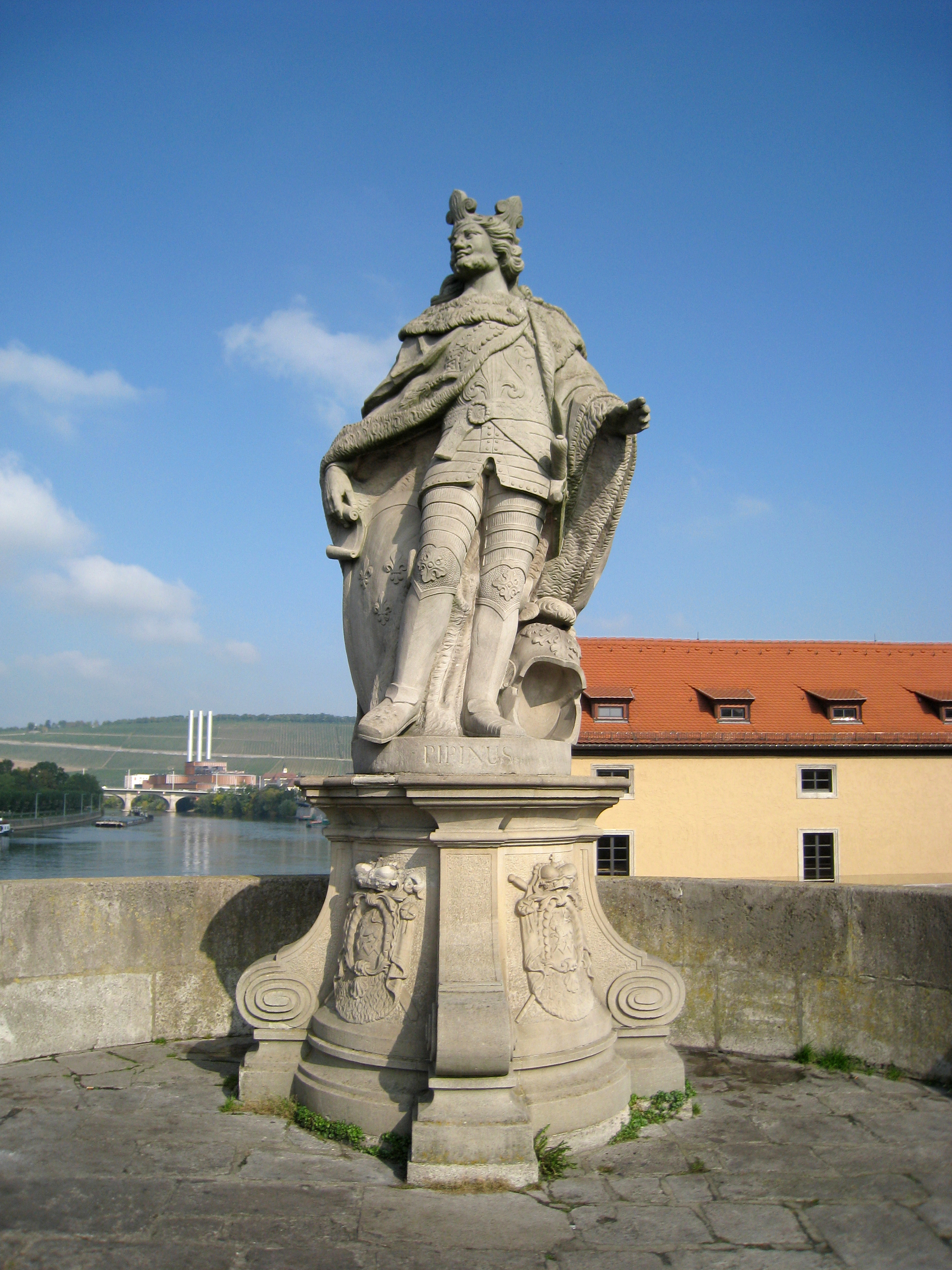
뷔르츠부르크 항구에 세워진 피핀 3세 동상

752년 초 피핀은 직접 군대를 이끌고 교황과 함께 롬바르디아 왕국으로 진격, 알프스산맥에서 아이스톨프가 직접 이끄는 롬바르드 족과 교전했다. 이때 고산지대의 기상 악화와 군량미 부족을 겨우 극복하고 롬바르드 군을 격퇴하고 이탈리아로 들어갔다. 피핀의 군대는 이탈리아의 라벤나와 펜타폴리스(Pentapolis)를 쳐서 점령한 뒤 교황에게 봉헌하였다. 그러나 곧 말머리를 돌려 752년에는 이베리아반도를 진군하여 사라센과 계속 교전하였다. 론 계곡의 동쪽을 넘어 셉티마니아를 정벌한 후 님(Nîmes)과 셉티마니아 백작인 안세문도(Ansemund)를 복속시켰다. 7년간의 교전 끝에 759년 그는 사라센을 몰아내었고 이후 계속 영토 곳곳에서 일어난 반란을 진압해야 했다.
즉위 초부터 피핀은 이탈리아 공략에 전력을 쏟았다. 교황 자카리아가 죽고 교황이 된 스테파노 2세는 로마 공작인 아이스툴프왕이 이끄는 롬바르드군이 공격해오자 비잔티움 제국에 도움을 요청하였다. 그러나 로마 공작을 자신의 대리인으로 여기던 비잔티움 제국 쪽에서 아무런 응답이 없게 되자 교황 스테파노 2세는 프랑크 왕국에 도움을 요청했다. 753년 그리폰을 처형한 뒤, 피핀은 그리폰에게 동조했던 알레만니아를 정벌하였으며, 바이에른까지 진군했으며, 사전에 피핀은 바이에른 귀족 란프레도(Lanfredo)를 포섭하여 바이에른으로 쉽게 들어갔다. 피핀은 바로 처남이자 외가 일족인 오딜로를 폐위시키고, 오딜로와 자신의 누이동생 힐다의 아들인 친외조카 타실로 3세를 바이에른 공작으로 임명하고, 누이 힐다를 명목상의 섭정으로 임명한 뒤 자신이 배후에서 조종하였다. 바이에른 공작을 임명한 후 그는 바로 로마로 들어갔다. 753년 가을 피핀은 아이스톨프와 교전했고, 계속 패하던 아이스톨프는 롬바르드 왕국의 수도 파비아로 도주하였다. 피핀의 군대는 파비아 근처까지 추격했다가 결국 포기하고 파비아 주변의 땅을 약탈, 파괴했다. 결국 아이스툴프는 라벤나와 교황이 권리를 주장하는 로마의 교황과 교회 재산을 돌려주고 라벤나 땅도 교황에게 넘기겠다고 약속했다. 오래 이탈리아에 체류할 수 없었던 피핀은 아이스톨프에게 확약받고 회군했다. 그러나 아이스톨프는 약속을 지키지 않았고, 교황 스테파노 2세는 계속 그에게 서신을 보냈다.
754년 2월 6일 교황 스테파노 2세는 파리로 직접 와서 피핀을 만나서 도움을 청했는데, 이때 그는 피핀을 ‘로마인의 수호자’라는 뜻의 로마의 파트리키우스(patricius Romanorum)로 임명했다. 이에 피핀은 교황을 도와줄 것을 약속했고, 교황은 바로 로마로 되돌아갔다. 754년 여름, 교황 스테파노 2세는 다시 프랑크 왕국의 파리를 방문, 여름 내내 생드니 수도원에 체류하며 여름을 보내고 되돌아갔다. 7월 28일 교황은 생드니 수도원에서 피핀과 그의 아들 카를을 왕과 그 후계자로 각각 세례 후 축성하였다.
피핀은 교회와는 어느정도 거리를 두려 했던 아버지 카를 마르텔과는 달리 프랑크 왕국과 교황청의 관계를 긴밀한 것으로 만들고 싶어했다. 또한 전쟁 물자 조달을 목적으로 교회와 수도원, 수녀원의 재산을 징발, 압수하는 것을 거부하고 조세와 평민 장정들, 정복지의 포로들로 병사를 조달하였다.

#### 바이에른, 아키텐 공략
피핀의 외가 쪽 일족이기도 했던 바이에른의 부족 출신 공작들은 741년 이후 프랑크 왕국으로부터 독립을 기도하였다. 또한 바이에른 공작인 오딜로는 피핀과 그의 형 카를로만이 자신과 카를로만, 피핀 형제의 여동생 힐다와의 결혼을 반대한 것에 앙심을 품고 있었다. 742년 바이에른 공 오딜로는 그리폰과 함께 반란을 일으켰으나 실패하였다. 743년 오딜로는 다시 군사를 이끌고 반란을 일으켰고 이탈리아 문제에 계속 개입 요청을 받던 중에도 바이에른을 공략하였다.
749년 먼 외가 친척이자 매부인 바이에른 공작 오딜로는 다시 분리 독립을 기도했다. 751년에는 다시 아키텐의 분리독립 기도를 진압하였다. 753년 바이에른에서는 다시 그리폰이 피핀을 상대로 반기를 들었다. 자신을 상대로 반란을 일으킨 이복동생 그리폰과도 싸워야 했다. 피핀은 군사를 이끌고 출정했고, 753년 생 장 드 모리네(Saint-Jean-de-Maurienne)에서 그리포의 군대를 크게 물리쳐 결국 그리포군은 진압되었고, 그리폰은 알프스산맥 근처에서 사로잡아 처형하였다. 이를 기회로 피핀은 오딜로를 축출하기로 결심하고 그의 어린 아들이자 자신의 외조카인 타실로 3세를 바이에른 공작으로 앉히고 배후에서 영향력을 행사하려 하였다.

#### 2차 이탈리아 공략 및 작센족 공략
아이스톨프는 라벤나 영지 제공도, 교황과 교회의 재산을 되돌려주겠다는 약속도 지키지 않았고, 교황은 계속 피핀에게 아이스톨프가 약속을 지키지 않는다는 호소를 해왔다. 754년 10월 14일 피핀은 롬바르드 왕국에 대표단을 보내 하느님의 은혜로 세워진 프랑크 왕국은 모든 그리스도교 세계의 맏아들이라 선언하고, 맏아들로서의 의무를 다할 것이며, 롬바르드 왕국은 "신성한 어머니"와도 같은 교황의 거처를 괴롭히는 짓을 중단하라고 포고하였다.
피핀은 아이스톨프로부터 라벤나와 교회 소유의 영토를 반환한다는 약속을 받아냈다. 그러나 피핀은 곧 아키텐을 공략하러 떠났다. 셉티마니아를 공략하는 중에도 피핀은 이탈리아로 종종 진격하였다. 753년 봄에는 이탈리아로 가 파비아를 점령하기도 했다. 753년과 757년 한차례씩 작센 족을 정벌하고 돌아왔다. 그러나 작센 족은 그때만 피핀에게 형식적으로 머리를 숙이고 충성하는 척 하였다. 그러나 작센 족 정벌에 시간을 전념할 수 없었던 피핀은 이탈리아나 아키텐으로 가야 했기에 이내 종주권을 확인받고, 환대를 받은 뒤 말머리를 돌려 회군하였다. 755년 여름 피핀은 교황과 함께 이탈리아로 진군하여 이이스툴프와 싸웠으며 롬바르드군을 물리치고 아이스톨프의 로마 공작직을 박탈하였다. 피핀은 교황에게 아이스톨프에게서 압류한 일부 땅을 바쳤고, 교회의 모든 재산과 라벤나와 펜타폴리스의 영지를 확인하고 되찾아 줄 것을 약속하였다.
교황은 그때까지 동로마 제국의 라벤나 총독에게 붙인 '로마인의 아버지'라는 칭호를 피핀에게 부여하였다. 756년에도 피핀은 다시 한번 이탈리아로 원정하여 교황과 교회를 위해 롬바르드와 싸웠다. 이때 피핀이 교황과 약속한 것을 가리켜 소위 피핀의 기증이라고 부르며 이후 역사에 등장하는 교황령의 기원이 되었다.
그러나 한편으로 피핀은 롬바르드 왕국이나 롬바르드의 속령이면서도 로마 제국의 직계 후손이라는 자존심으로 독자적인 세력을 형성하던 로마 공국과의 우호적인 관계를 형성하려, 사절단을 파견하여 친선관계를 형성하려 노력했다.
756년 피핀은 다시 이탈리아로 와 아이스톨프를 응징하고, 약속을 이행할 것을 종용하였다. 아이스톨프는 다시 라벤나 영지 봉헌 및 교황과 교회의 재산을 되돌려준다는 약속을 해야만 했다. 피핀은 양피지를 동원해 아이스톨프에게 서명을 강요했고 아이스톨프는 굴복하여 서명하였다. 이는 그대로 성문화되어 19세기까지 교황이 바티칸 외에도 이탈리아 중부 지역 땅의 소유권을 주장하는 것과 이탈리아 중부 지역을 통치할 수 있는 합법적 근거가 되었다.
756년 아이스톨프는 낙마 사고로 죽고, 757년 4월 데시데리우스가 롬바르드 왕국의 새로운 왕으로 즉위했다. 피핀은 서신을 보내 교황과 교회의 재산에 손대지 말 것을 명시했다. 757년에는 교황 스테파노 2세가 죽고, 그 뒤를 이은 교황 바오로 1세 역시 피핀에게 계속 롬바르드의 군주로부터 자신을 보호해줄 것을 약속해달라는 편지를 보냈다. 748년 작센의 봉기를 진압해야 했고, 749년 바이에른의 독립 운동도 진압해야 했으며, 753년에는 자신을 상대로 반란을 일으킨 이복동생 그리폰과도 싸워야 했고, 그의 통치기간 내내 독립운동을 기도한 아키텐도 정벌하고, 아키텐과 손잡은 사라센 무슬림 문제도 해결해야 했다. 이탈리아에는 혼란이 계속되었고, 피핀 3세는 계속된 원정으로 누적된 피로와 체력저하로 고통받았다.

### 생애 후반

#### 도량형 통일 및 표준화폐 제정

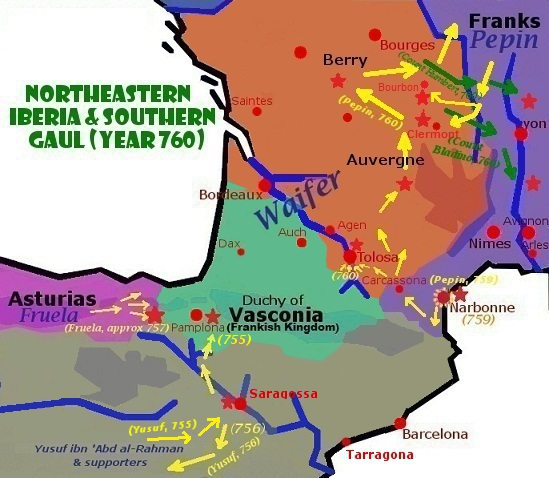
760년의 아키텐 공략

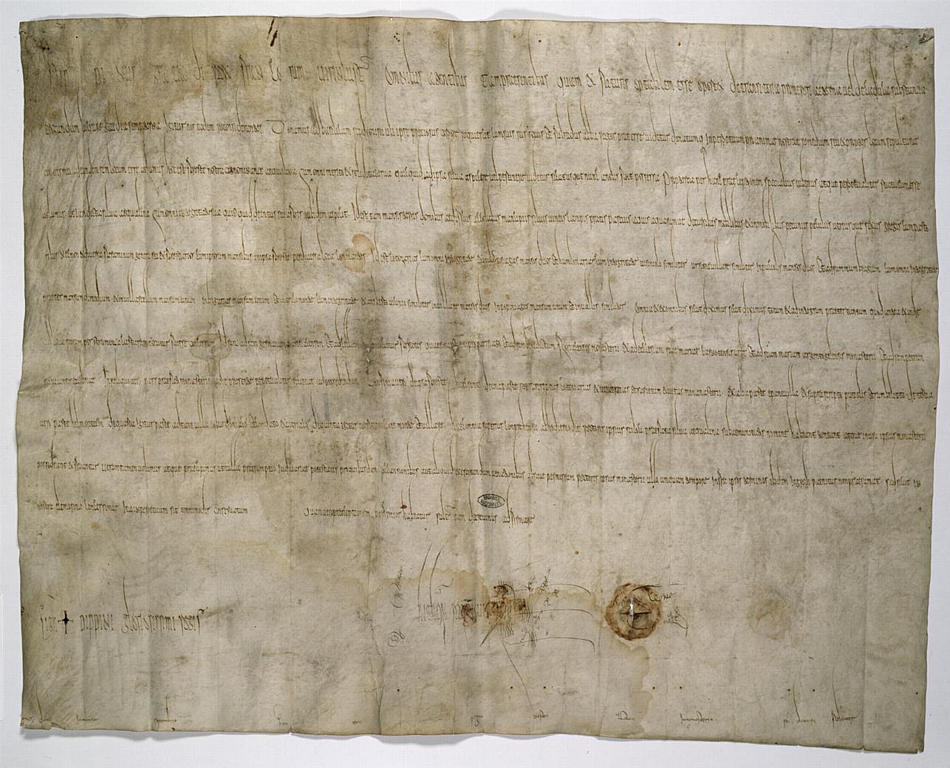
768년 초 생드니 수도원에 일부 재산을 기증한 피핀 명의의 문서

755년 7월 11일부터 7월 20일 피핀은 수학자들을 동원하여 도량형 일치를 제정, 각종 무게와 길이의 정리 작업 및 표준화를 진행하게 했다. 또한 즉위 초부터 화폐 개혁에 착수하여 프랑크 왕국의 각 분국마다 사용되던 화폐들을 하나로 통일, 7월 20일 통일된 데나리온 동전을 발행하고 공용 화폐로 선언한다. 도량형 통일과 공통 화폐는 우아즈에서 처음 칙령으로 발표하여 우아즈 칙령(또는 베르-쉬르-로네뜨(Ver-sur-Launette) 칙령)이라 부른다.
756년 피핀은 다시 알프스 산맥을 넘어 이탈리아로 가 자신의 우위를 확정짓고 아이스톨프에게 종주권을 확약받았으며, 아이스톨프에게 라벤나 태수로 봉하였다. 757년 피핀은 다시 바이에른으로 진군하여 바이에른 공작 타실로 3세를 제압하고 그로부터 충성을 맹세받았다.
759년 다시 군사를 이끌고 서남부로 가 나르본을 탈환하고 이 지역에 있던 사라센인들을 모두 강제로 추방하였다. 그러나 같은 해 나르본은 다시 아랍인들에게 빼앗기게 된다.

#### 아키텐 정복과 최후
760년 피핀은 아키텐과 셉티마니아를 공략하였다. 카를 마르텔의 사망 직후와 힐데리히 3세의 폐위 직후 아키텐 공작 바이프레스는 아키텐의 독립, 자치화를 기도하였고 이베리아반도에 있던 무슬림과도 동맹을 맺었다. 히스파니아에 있던 무슬림 세력을 이베리아반도 밖으로 몰아낸 피핀은 다시 말머리를 돌려 아키텐을 공략하였다. 클레르몽과 부르봉 등을 함락시킨 피핀은 이때 사로잡은 아키텐인 및 무슬림의 아내와 자식들을 프랑크 왕국 북부 지역에 노예로 보내버렸다. 이어 루시용에서 이교도와 손잡았다는 이유로 아키텐 지도자들을 배교자로 단죄하고, 자신에게 저항한 대가로 툴루즈와 알비(Albi) 지역을 파괴, 황폐화시켰다.
763년 바이프레스는 무슬림군과 손잡고 다시 저항하였고, 피핀은 보복으로 아키텐 공작령의 중심지인 푸아티에, 리모, 앙굴렘 등을 차례대로 약탈하여 황폐화시켰다. 765년 다시 아키텐을 공략하여 대량 학살을 감행하였고, 767년 다시 아키텐 공국을 공격하여 보르도를 함락시켰다. 이때 피핀은 보르도 지역을 초토화시켰다. 바이프레스 공작은 아키텐을 탈출하였지만 자신의 부하에 의해 암살당했다. 그는 아키텐을 영구히 자신의 영토로 편입했고 마지막으로 작센을 정복하려고 준비하였다. 그는 다시 작센 원정을 준비하던 중 과로와 체력저하 등으로 건강이 악화되어 768년 9월 24일 네우스트리아의 생드니 서쪽에 갔다가 갑자기 사망하였다. 그의 뒤를 이어 아들 카를과 카를로만 2세가 그의 영토를 분할하였다. 카롤루스 대제가 영토 동부를, 카를로만 2세가 영토 서부를 분할하기로 했다.

### 사후

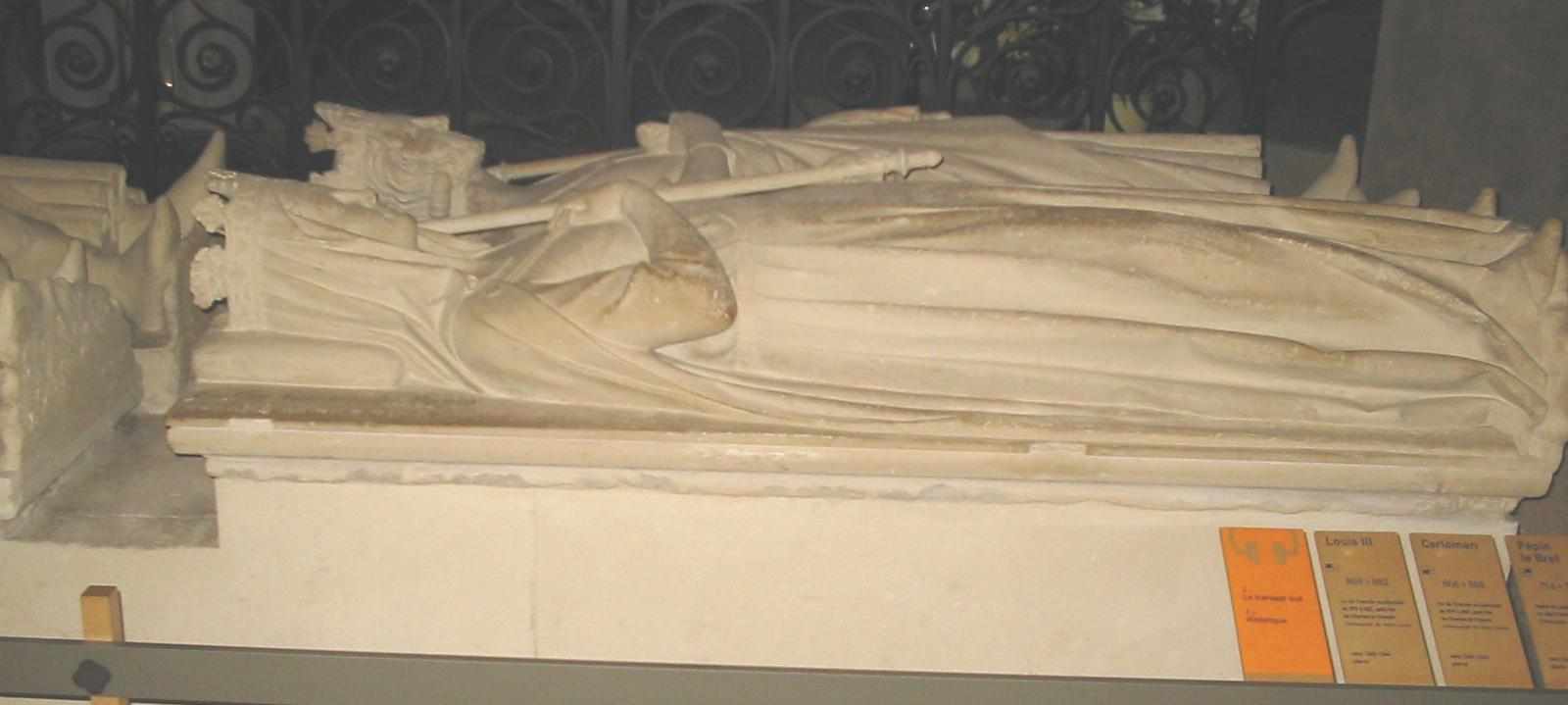
피핀과 그의 아내 베르트라다의 무덤

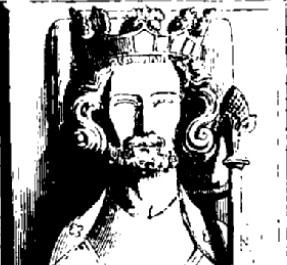
피핀 3세의 석관 스케치본

피핀이 죽자마자 아키텐은 카를 마르텔의 사망 직후, 힐데리히 3세 퇴위 직후 때와 마찬가지로 독립을 시도했지만 샤를마뉴에 의해 무자비하게 진압되었다. 그는 보통 큰 두 아들의 상당히 작은 아버지로 묘사된다. 젊은 피핀, 대 피핀, 중 피핀에 이은 소 피핀의 뜻이 잘못 전해진 난쟁이라는 이미지는 9세기 말, 880년대의 일부 프랑크 족 역사가들에 의해서 묘사되었다. 12세기의 신성 로마 제국의 역사가 비테르보의 고트프리드(Gottfried von Viterbo)나 이탈리아 크레모나의 시카르도(Sicardus di Cremona) 등의 시대에는 그가 키가 작은 인물로 확정되었다. 그러나 아키텐의 영역을 병합하고, 동부 독일의 게르만 부족 정벌을 본격적으로 전개한 것은 피핀이었으며, 그는 말에게도 갑옷을 입힌 신형 중기갑 부대의 양성을 처음 시작하였다.
시신은 생드니 수도원의 1층 성소에 안치되었다. 그 뒤 그의 왕비인 랑의 베르트라다의 시신이 왼편에 안치되었고, 위에는 루이 3세와 샤를로망의 시신이 안치되었다. 카롤루스 대제는 783년 랑의 베르트라다가 안치된 직후 이곳에 대주교좌로 승격시킨다. 1793년 8월 프랑스 대혁명 기간 중 생드니 수도원이 오픈되면서 약탈, 파괴가 자행되었다. 대혁명 초기, 그의 유해는 프랑스 혁명군을 피해 교회 외부 대량 무덤에 비밀리에 개장(改葬)되었다.
그의 사후 왕국은 프랑크족의 관습에 따라 샤를마뉴와 카를로만 2세에게 양분, 샤를마뉴는 프랑크 왕국 북동부를, 카를로만 2세는 네우스트리아와 부르고뉴를 상속받았다. 그러나 체력이 약했던 카를로만은 종종 코피를 쏟다가 771년 12월에 사망하여 왕국은 다시 샤를마뉴에 의해 재통일되었다.

## 가족관계
- 아버지 : 카를 마르텔(680/688 ~ 741)
- 어머니 : 바이에른의 로트루드
  - 형 : 카를로만 1세(은퇴후 아들에게 물려주고 수도원으로 낙향)
    - 조카 : 드로고 2세(삼촌인 피핀이 수도원에 유폐시킴)

  - 동생 : 베른하르트, 프랑크 공작
    - 조카 : 베른하르트, 샤를마뉴 시대의 국방대신

  - 누이 : 알다(Alda)
  - 매부 : 오툉의 테오도리히 4세
    - 외조카 : 기욤 드 겔론
- 서모 : 스완힐드, 바이에른 출신 여자 포로
  - 이복 동생 : 그리폰(? - 753년, 반란을 일으켰다가 처형)
- 부인 : 베르트라다, 일명 레온의 베르타(? ~ 783), 큰 발(the Big Foot)이라는 별명, 740년 결혼, 두사람 사이에는 4명의 자녀가 있다.
  - 아들 : 카를 (742년 – 814년) : 카를 대제가 됨
  - 며느리 : 이멜트루드
    -  : 손자 : 피핀 4세(768 - 811)

  - 며느리 : 힐데가르트
    - 손자 : 피피노 카를로만(771 - 810)
    - 손자 : 청년 카를(772 - 811)
    - 손자 : 로타르, 요절
    - 손자 : 루트비히 1세 경건왕(778 - 840)

  - 며느리 : 파스트라다
  - 아들 : 카를로만 2세 (750?, 751?~771년)
  - 며느리 : 이름 미상, 카를로만의 첫 부인
  - 며느리 : 게르베르가, 롬바르드의 왕 데시데리우스의 딸
    - 손자 : 피핀
    - 손자 : 카를

  - 아들 : 피핀(756년 - 761년) 어려서 죽음.
  - 딸 : 기젤라 (757년 – 810년), 788년 셀레스 수녀원에 들어가 수녀가 되었다.
  - 딸 : 베르타
  - 딸 : 로타이드(Rothaid), 수녀가 되어 메츠의 세인트 아르눌프 수녀원에 들어갔다.
  - 딸 : 샤를로테(Chrothais),
  - 딸 : 아델하이트, 수녀가 되어 메츠의 세인트 아르눌프 수녀원에 들어갔다.
  - 딸 : 레트부르가(Redburga), 웨식스의 에그버트의 왕비 또는 후궁

## 정책

### 정복 사업
741년 아버지 카를 마르텔이 사망하자 아키텐은 아키텐 공작 후놀드 1세를 중심으로 독립을 시도했다. 그러나 피핀은 형 카를로만과 함께 아키텐을 공략했다. 그러나 745년 아키텐이 다시 반란을 일으켰고 이때에도 진압에 성공한다. 751년 공작 바이프레스를 중심으로 다시 분리독립을 시도한 아키텐을 공략하였다. 753년 다시 아키텐의 독립운동을 진압하였다. 759년에도 아키텐을 공략하고 나르본까지 점령했지만 나르본은 같은 해에 다시 아랍인의 손에 빼앗긴다. 760년에 다시 아키텐과 셉티마니아를 공략했고, 767년에도 아키텐 공 바이프레스를 중심으로 분리독립을 기도하자 보르도를 점령하고 아키텐을 초토화시켰다. 그는 아키텐의 대부분의 지역을 프랑크 왕국의 영향력하에 넣는데 성공한다.
742년부터는 왕국의 동부에 거주하던 작센 족 원정을 시도한다. 그는 일단 작센 족 부족장들이 형식적으로 그에게 복종하고 그리스도교로 개종시키기는 했지만 작센 족은 748년 다시 분리독립을 시도한다. 피핀은 748년에도 군사를 이끌고 작센 족을 원정한다. 이때에도 작센 족은 형식적으로 그에게 복종하는 태도를 취하였다. 하지만 작센 족은 강력히 저항하고 봉기하여 결국 병합하는데 실패한다.

### 내치
정통성이 다소 취약했던 피핀 3세는 즉위하면서 귀족들의 선거에 의한 국왕 선출제도를 도입하였다. 그러나 피핀은 귀족들을 신뢰하지 않았다.
클로디온 5세의 아들 클로도발드의 먼 후손이었던 피핀에게는 다소 정치적 정당성이 부족하였다. 게르만 민족의 왕권 사상은 신수설에 두고 있어 신성한 종교적 의미의 왕권을 보장하는 왕가 혈통을 지니지 못한 피핀은 이를 대치할 수 있는 방법으로 교회로부터의 도유 축성에 의한 왕권을 고안해냈다.
그에 따라 그는 클로비스 1세가 486년 랭스 대성당에서 세례를 받은 것과, 예수가 세례자 요한에게서 침례받은 것을 근거하여 국왕의 즉위식 때 교황 혹은 대주교급 성직자로부터 세례 후 축성받는 전통을 확립하였다.

## 기타
정치적으로 취약했고 명분이 부족했던 그는 두 가지 이벤트를 통해 국왕으로 즉위했다. 선거에서 귀족들의 선출로 지지를 받는 것과, 교황 또는 교황의 대리인으로부터 축성 세례를 받고 즉위하는 것이었다. 긴 머리와 예수 그리스도의 후손이라는 전설 등의 신성성의 이미지를 갖고 있던 메로빙거 왕조의 직계 군주들이나 사라센을 투르 푸아티에 전투에서 격퇴한 카를 마르텔과는 달리 그는 즉위의 정당성을 설명할 명분이 없었다. 따라서 귀족들의 손을 빌어서 즉위하는 형식과, 교황청에 사람을 보내 자문을 얻는 것을 채택하였다.
751년 페팽은 도유식을 통해，구약의 멜키세텍과 같은 왕-사제로서의 지위를 획득하였다. 그는 집권기간 내내 찬탈자라는 의구심을 받았고, 피핀은 자신이 클로비스 1세나 구약의 멜키세텍 또는 세례 요한의 세례처럼 정당한 방법으로 왕위에 올랐음을 입증하려 했다.
당시 관행에 비추어보면, 폐위된 전왕을 죽이지 않고 유배 보낸 피핀의 조치는 대단히 점잖은 것이었다.

## 같이 보기
- 피핀의 기증
- 교황 자카리아
- 투르 푸아티에 전투
- 교황령
- 세례

## 관련 문헌
- 패트릭 기어리, 《메로빙거 세계-한 뿌리에서 나온 프랑스와 독일》 (이종경 옮김, 도서출판 지식의 풍경, 2002)
- 토마스 불핀치, 《샤를마뉴 황제의 전설》 (이성규 옮김, 범우사, 1998)